# Capilla de la casa Rossell
La capilla de casa Rossell es un pequeño edificio religioso de estilo barroco situado frente a la casa Rossell, en la parroquia de Ordino (Principado de Andorra). Clasificada como monumento, fue construida hacia finales del siglo XVIII y fue restaurada a principios del XXI, entre los años 2001 y 2002. En julio de 2003 fue declarada Bien de Interés Cultural de Andorra, en los años 2013 y 2014 fue rehabilitada de nuevo y acondicionado todo su exterior y, en 2015, abierta puntualmente al público en general.

## Descripción
Es una pequeña iglesia barroca con una única nave de planta rectangular, que fue construida el verano del año 1780 y consagrada el septiembre del mismo año. En el interior, se encuentra un coro que tiene acceso directo en la casa pairal por un pasillo cubierto, de madera y seguramente el original, a los pies de un altar dedicado a la Purísima Concepción.

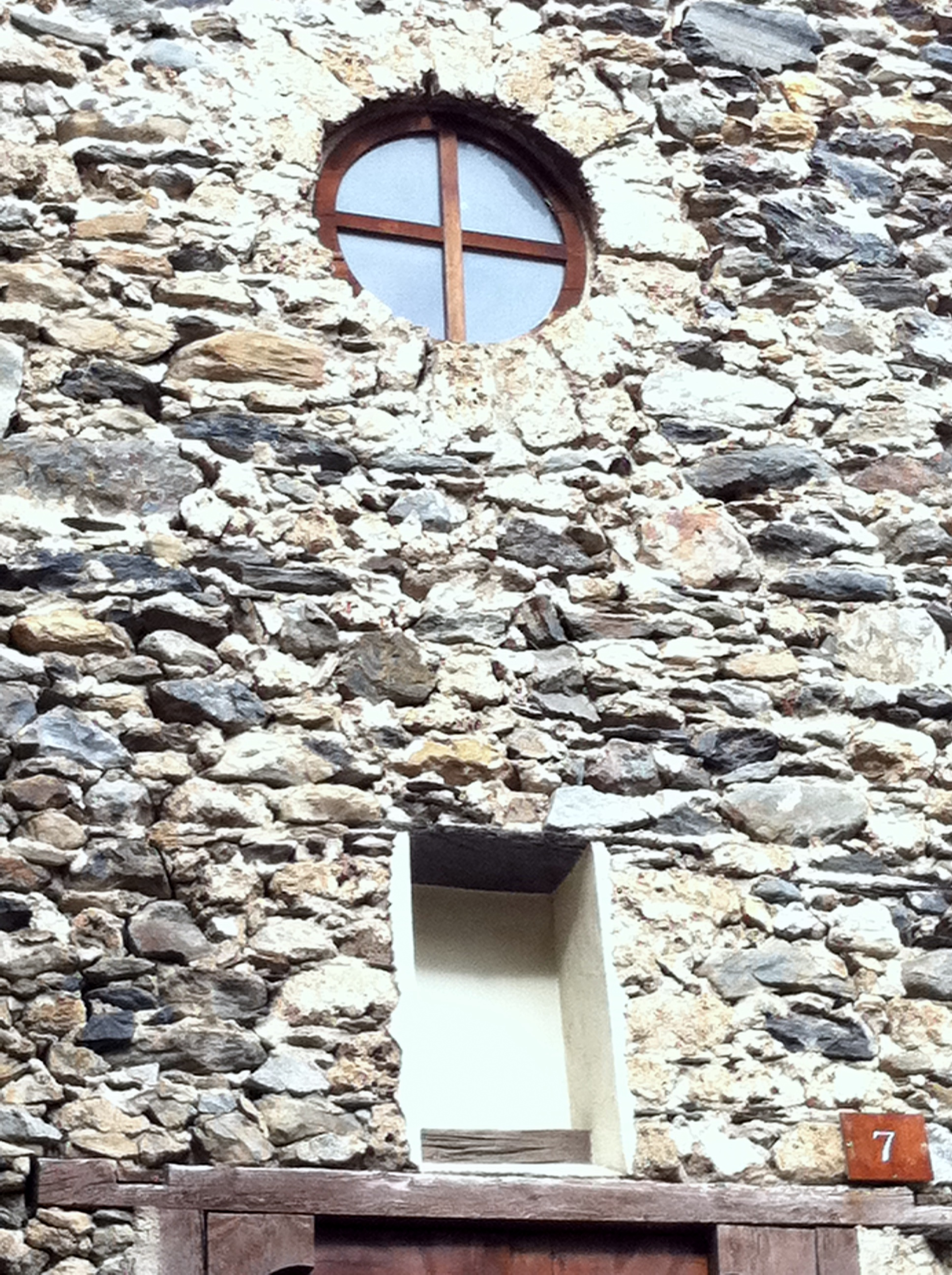
Detalle del pequeño nincho, sobre la puerta, y el óculo en la fachada principal de la capilla

La estructura original ha sido muy alterada a lo largo de los años; existen documentadas obras de reforma y mejora en periodos no determinados entre los años 1890 y 1930. La fachada principal está orientada frente al portal de entrada de la casa principal, al suroeste, y en ella se encuentran la puerta de entrada principal a la capilla, la apertura de una hornacina por encima de esta y un óculo. La pared se encuentra a piedra vista y presenta varias franjas decorativas hechas con filas de pizarra que sobresalen. En la fachada sudeste, enlucida, se encuentran dos ventanas, una circular y otra cuadrada. Presenta también un pequeño campanario de espadaña con una sola abertura, añadido posteriormente al año 1890.